# Blondel (Musical)
Blondel ist ein Musical aus dem Jahre 1983. Es wurde von Tim Rice (Buch, Texte) und Stephen Oliver (Musik) geschrieben. Die Geschichte spielt im Mittelalter, zur Zeit des Dritten Kreuzzuges, ist jedoch von Anachronismen geprägt. 

## Handlung
Die Handlung von Blondel basiert sehr frei auf der Sage über den Troubadour Blondel de Nesle, dessen Bemühungen, König Richard Löwenherz zu retten, im Musical nicht zuletzt von seinem Wunsch angetrieben werden, selbst Ruhm als Popstar zu erlangen. Die Erzählerfunktion übernimmt ein Chor von Mönchen. Eine Liebesgeschichte sowie Sozialkritik werden durch Blondels Freundin Fiona eingeführt, die als Aktivistin für die Rechte und Freiheiten des 20. Jahrhunderts kämpft, während Blondel sich als konservativer Monarchist präsentiert.

## Entstehung
Die Idee zu einem Musical über die Zeit des englischen Königs Richard Löwenherz hatte Tim Rice bereits Ende der 1960er Jahre unter dem Arbeitstitel Come Back Richard Your Country Needs You (deutsch: Komm zurück, Richard, dein Land braucht dich) gemeinsam mit dem Komponisten Andrew Lloyd Webber, mit dem er damals zusammenarbeitete, entwickelt. Sogar eine Single selbigen Titels wurde 1969 produziert, aber das Projekt wurde zu Gunsten der Arbeit an Jesus Christ Superstar aufgegeben. Erst im Jahre 1982 nahm Tim Rice das Thema wieder auf, wobei er allerdings statt der Geschichte des Königs die Thematik der Blondelsage in den Mittelpunkt stellte. 
Nach wenigen Vorführungen in Bath und Manchester feierte Blondel am 2. November 1983 seine Premiere im Londoner West End im Old Vic Theatre. Nach elfmonatiger Spielzeit zog die Produktion ins Aldwych Theatre um, wo es weitere acht Monate lang lief. Eine Broadway-Premiere des Musicals steht aber noch immer aus. Nachdem es immer seltener in Theatern und Schulaufführungen gezeigt wurde, fand vom 23. November bis Ende Dezember 2006 ein London-Revival im Pleasance Islington Theatre statt. 

## Kernpunkte
Die bekanntesten Songs des Musicals sind The Least of My Troubles (gesungen von Blondel und Fiona), Saladin Days (Richard und der Mönchschor) und „I'm a monarchist“ (Blondel and the Fabulous Blondettes).
Das bekannteste Zitat aus dem Stück lautet: Who said this piece wasn't educational? (deutsch: Wer sagt, dieses Stück sei nicht lehrreich?). Mit diesen Worten unterstreichen die Mönche am Ende des ersten Aktes den verbleibenden historischen Anspruch des Werkes, der jedoch über weite Strecken hinter den komischen Elementen zurücksteht.